# Белый кролик (Остаться в живых)
«Белый кролик» (англ. White Rabbit) — пятая серия первого сезона американского телесериала «Остаться в живых». Эпизод снят Кевином Хуксом, сценарий написан Кристианом Тейлором. Впервые показан 20 октября 2004 года на телеканале ABC. Центральный персонаж серии — Джек Шепард. Он вспоминает, что мать попросила его отправиться на поиски отца в Австралию и он хотел вернуться домой с его телом.

## Сюжет

### Воспоминания
Однажды в детстве Джек заступился за друга, которого избивали старшие подростки, и в результате заработал фингал под глазом. После драки отец посоветовал ему избегать лишней ответственности и не строить из себя героя.
Прошло много лет, Джек уже давно работает врачом. Мать говорит ему, что отец Джека — Кристиан Шепард — уехал в Австралию и настойчиво просит отправиться на его поиски. Сначала Джек отказался, так как был в ссоре с отцом и давно с ним не общался. Тогда мать вызвала в нём чувство вины, упрекнув сына в том, что он сам расстроил их отношения.
В отеле (предположительно уже в Австралии) Джек узнал, что Кристиан три дня не ночевал в номере, при этом не брал в аренду машину и оставил на тумбочке бумажник. Спустя некоторое время он опознал тело отца в морге. Кристиана нашли на улице — обильные возлияния привели к сердечному приступу. Так как Джека более ничего не держало в Австралии, он собрался вернуться в Америку рейсом 815 авиакомпании Oceanic Airlines. Он не успел оформить документы на транспортировку тела и с трудом уговорил служащую аэропорта погрузить гроб на борт.

### События
Чарли в панике разбудил Джека, и они поспешили на берег, где уже собралась толпа. Увидев, что в океане тонет женщина, Джек немедленно бросился в воду. Прежде чем он успел доплыть до неё, оказалось, что Бун, который бросился спасать женщину первым, тоже начал тонуть. Джек вытащил его на берег и поплыл к утопающей, но спасти её не успел.
Позже, разговаривая с Кейт о смерти женщины (её звали Джоанна), Джек снова увидел вдалеке человека в костюме, так похожего на его отца. Далее Чарли и Хёрли принесли Шепарду известие о новых проблемах: в лагере заканчивались запасы питьевой воды. Когда Бун, разозлившись, что Джек вытащил его, а не Джоанну, спросил, кто разрешил ему всеми руководить, доктору снова явился призрак, и Джек погнался за ним. Затем беременной Клэр стало плохо на жаре, а когда Кейт хотела принести ей попить, выяснилось, что кто-то украл оставшиеся бутылки с водой. Локк пошел в джунгли, чтобы поискать источник питьевой воды..
Тем временем Джек бежал по лесу, продолжая преследовать человека в костюме. Оступившись, он едва не свалился с обрыва, но его вытащил Локк. Оставшиеся на пляже люди пытались найти того, кто перепрятал воду. Когда открылось, что Джин выменял у Сойера бутылку воды, Саид и Кейт потребовали, чтобы Сойер вернул воду, но оказалось, что та единственная бутылка была из его личных запасов.
Джек рассказал Локку о своих галлюцинациях, и тот ответил, что ничто на острове не происходит без причины. Ночью Джек снова увидел отца и бросился за ним в джунгли. Призрак привел его к источнику пресной воды в пещерах. Неподалёку Джек наткнулся на гроб отца, но он был пуст. Между тем Бун дал бутылку воды Клер. Так выяснилось, что он самовольно перепрятал воду, чтобы сделать её использование более рациональным. Разъяренные люди хотели избить Буна, но Джек вовремя вернулся, остановил драку и рассказал, что нашёл в джунглях пригодную для питья воду.